# Kawabuchi Yusuke
Yusuke Kawabuchi (sinh ngày 21 tháng 4 năm 1986) là một cầu thủ bóng đá người Nhật Bản.

## Sự nghiệp câu lạc bộ
Yusuke Kawabuchi đã từng chơi cho JEF United Chiba.